# Trưởng đẳng Linh mục
Trưởng đẳng Linh mục (tiếng Ý: Protopresbitero, tiếng Anh: Protopriest) là hồng y đứng đầu trong nhóm các hồng y đẳng linh mục thuộc Hồng y Đoàn. Danh hiệu này dành cho hồng y đẳng linh mục được vinh thăng chức hồng y thâm niên nhất. Từ thế kỷ 17 đến khi hết thế kỷ 19, Hồng y Trưởng đẳng Linh mục thường được tuyển để giữ nhà thờ hiệu tòa San Lorenzo ở Lucina. Hiện nay, Trưởng đẳng Linh mục là hồng y Michael Michai Kitbunchu (người Thái Lan).